# Rede por cabo

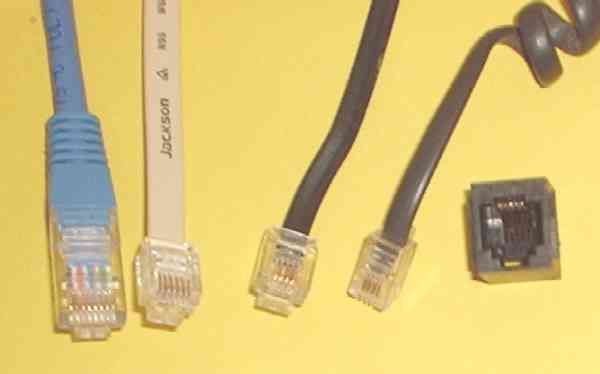
Cabos de rede.

Os cabos de rede são hardwares de rede utilizados para interconectar dispositivos para que ocorra a troca de informação entre os mesmos, por exemplo, para partilhar impressoras, escâneres, conectar computadores a uma rede, conectar televisão a internet ou qualquer outro dispositivo que deseje trocar informação com uma rede. Existem diferentes  tipos de cabos de rede, tais como: cabo coaxial, cabo de fibra óptica e cabos de par trançado. Estes são usados dependendo da camada física, topologia e tamanho da rede. Os dispositivos podem ser separados por alguns metros (via Ethernet) ou quase ilimitadas distâncias (por exemplo, através das interconexões da Internet).
Existem várias tecnologias usadas para conexões de rede. Cabos de patch são usados para distâncias curtas em escritórios e armários de fiação. As conexões de rede usando o par trançado ou o cabo coaxial são usadas dentro de um edifício. O cabo de fibra óptica é utilizado para longas distâncias ou para aplicações que requerem alta largura de banda ou isolamento elétrico. Muitas instalações usam práticas de cabeamento estruturado para melhorar a confiabilidade e manutenção. Na maioria das  aplicações domésticas e industriais, as linhas de alimentação são utilizadas como cabos de rede.

## Cabo de par trançado
O cabeamento de par trançado é uma forma de fiação em que pares de fios (esses pares são identificados por cores, para facilitar a identificação) são torcidos juntos com o objetivo de cancelar a interferência eletromagnética de outros pares de fios e de fontes externas. Este tipo de cabo é utilizado para redes Ethernet domésticas e corporativas. O cabeamento de par trançado é usado em cabos de patch curto e nas execuções mais longas no cabeamento estruturado.As cores seguem a o padrão telefônico, onde o conjunto dos cinco primeiros pares usam no primeiro fio do par a cor branca, o segundo conjunto de pares a cor vermelha, o terceiro conjunto a cor preta, o quarto conjunto a cor amarela e o último conjunto de pares a cor lilás. A segunda cor segue a ordem, azul, laranja, verde, marrom e cinza, conseguindo formar até 25 pares de cores distintas, onde o primeiro par terá as cores branca e azul e o 25º par as cores lilás e cinza.
Um cabo cruzado Ethernet é um tipo de cabo Ethernet de par trançado usado para conectar dispositivos de computação diretamente que normalmente seria conectado via um comutador de rede, hub ou roteador, como conectar diretamente dois computadores pessoais por meio de seus adaptadores de rede. Os cabos de par trançado devem possuir um conector RJ45 ou RJ11 nas suas extremidades. A norma EIA/TIA-568-B prevê duas montagens para os cabos, denominadas T568A,T568B. A montagemT568A usa a sequência branco e verde, verde, branco e laranja, azul, branco e azul, laranja, branco e castanho, castanho,As duas montagens são totalmente equivalentes em termos de desempenho, cabendo ao montador escolher uma delas como padrão para sua instalação. É boa prática que todos os cabos dentro de uma instalação sigam o mesmo padrão de montagem. 

## Coaxial
Este tipo de cabo é constituído por um fio de cobre condutor revestido por um material isolante e rodeado de uma blindagem. Os cabos coaxiais confinam a onda eletromagnética no interior do cabo, entre o condutor central e a blindagem. A transmissão de energia na linha ocorre totalmente através do dielétrico dentro do cabo entre os condutores. As linhas coaxiais podem, portanto, ser dobradas e torcidas (sujeitas a limites) sem efeitos negativos, e podem ser amarradas a suportes condutores sem induzir correntes indesejadas nelas. Nas suas extremidades podem possuir conectores BNC ou RCA.Sistemas de circuito fechado de TV (CFTV) e TVs por assinatura a cabo também utilizam esse cabo para conectar câmeras e TVs . Isso é possível, pois este meio permite transmissões até frequências muito elevadas e também para longas distâncias,a velocidade de transmissão é bastante elevada devido a tolerância aos ruídos graças à malha de proteção desses cabos.
O uso mais comum para cabos coaxiais é para a televisão e outros sinais com uma largura de banda de várias centenas de megahertz para gigahertz. Embora na maioria das residências tenham sido instalados cabos coaxiais para a transmissão de sinais de TV, as novas tecnologias abrem a possibilidade de utilizar o cabo coaxial doméstico para aplicações de rede doméstica de alta velocidade.

## Fibra óptica
É um Filamento flexível e transparente fabricado a partir de vidro ou plástico e que é utilizado como condutor de elevado rendimento de luz, imagens ou impulsos codificados. Têm diâmetro de alguns micrómetros, ligeiramente superior ao de um cabelo humano a capa isoladora externa é feita de Teflon ou PVC para evitar interferências. A implantação de fibra óptica é mais cara que o cobre, mas oferece maior largura de banda e pode cobrir distâncias maiores, não se deve enrolar nem torcer a fibra óptica pois isso causa o rompimento do filamento causando interferência e perda de desempenho, a transmissão da luz pela fibra segue um princípio único, independentemente do material usado ou da aplicação: é lançado um feixe de luz numa extremidade da fibra e, pelas características ópticas do meio (fibra), esse feixe percorre a fibra por meio de reflexões totais sucessivas.Para transmitir dados pela fibra ótica, são necessários equipamentos especiais, que contêm um componente fotoemissor, que pode ser um diodo emissor de luz ou um diodo laser. O fotoemissor converte sinais elétricos em pulsos de luz que representam os valores digitais binários (0 e 1).
Existem dois tipos principais de cabos de fibra óptica: fibra multi-modo de curto alcance e fibra monomodo de longo alcance. Por ser um material que não sofre interferências eletromagnéticas, a fibra óptica possui uma grande  importância em sistemas de comunicação de dados.As fibras ópticas podem ainda ser utilizadas para diversas aplicações, como iluminação, sensores, lasers ou em instrumentos médicos para examinar as cavidades interiores do corpo

## Linhas eléctricas
Embora fios de alimentação não são projetados para aplicações de rede, novas tecnologias como a comunicação de linha de energia permite que esses fios também ser usado para interligar computadores domésticos, periféricos ou outros produtos de consumo em rede. Em Dezembro de 2008, a UIT-T adotou a Recomendação G.hn./G.9960 como a primeira norma mundial para comunicações de alta velocidade usando linhas elétricas.